# Montignac-Lascaux

Montignac este o comună în departamentul Dordogne din sud-vestul Franței. În 2009 avea o populație de 2.851 de locuitori.

## Evoluția populației
| An        | 1975  | 1982  | 1990  | 1999  | 2006  | 2009  |
| --------- | ----- | ----- | ----- | ----- | ----- | ----- |
| Populație | 3.081 | 3.135 | 2.938 | 3.023 | 2.888 | 2.851 |